# ドック・エリス
ドック・フィリップ・エリス・ジュニア （Dock Phillip Ellis Jr.、 1945年5月11日 - 2008年12月19日）は、アメリカ合衆国・カリフォルニア州ロサンゼルス出身の元プロ野球選手（投手）。右投両打。

## 経歴

### プロ入り前
ロサンゼルスで生まれたエリスは地元の高校に通っていたが、14歳の時点で既にアルコールと薬物に手を出していた。彼は「ピッツバーグ・パイレーツ・ルーキーズ」という名称の地元のセミプロチームで内野手としてプレーしており、同じチームにはボビー・トーラン・ロイ・ホワイト・レジー・スミスなど、後にMLBで実績を残す選手が多数プレーしており、監督も元MLB選手でメジャー通算59勝を挙げたチェット・ブリュワーが務めていた。
しかし、当初在学していた高校ではチームの選手がアフリカ系アメリカ人であった彼に対し差別的なスラングを発したことを理由に、高校の野球チームでのプレーを拒否し、バスケットボールをプレーしていた。その後、高校側はエリスが野球チームに入部することに同意することを条件に、エリスがマリファナを使用したり喫煙しても咎めないという方針を示し、エリスもこれに同意して最終的にはチームに参加した。
その後、エリスはロサンゼルス近郊のコミュニティ・カレッジであるロサンゼルス・ハーバー・カレッジに進学し、ここで野球を続けた。

### パイレーツ時代 (1度目)
1964年1月14日、19歳でピッツバーグ・パイレーツと契約。前述のセミプロチームの監督であったブリュワーがパイレーツのスカウトであったことも影響した。しかし、入団契約を結ぶ直前にエリスは自動車盗の容疑で警察に逮捕され、当初パイレーツから提示された6万ドルの契約金は最終的に2,500ドルまで引き下げられた。
契約後は傘下A級バタビア・パイレーツでキャリアを開始。翌1965年にはAAを飛び越してAAAへ昇格し、シーズンオフには40人枠入りを果たす。
1966年は傘下AA級アッシュビル・ツーリスツでプレーし、シーズン最終盤にはメジャー初昇格を果たしたが、メジャーでの登板機会はなかった。その後、1968年まで傘下マイナーリーグでプレーしたが、この間にエリスの薬物中毒はプロスペクトとして期待されていたことによる重圧が原因で悪化し、毎試合登板前にアンフェタミンを常用する状態になっていた。また、60年代後半からはコカインも使用していたことを後にエリス本人が認めている。
1968年にメジャー再昇格を果たし、6月18日の対ロサンゼルス・ドジャース戦（フォーブス・フィールド）でメジャー初登板。当初はリリーフとして起用されたが、8月からは先発として起用され、最終的に26試合に登板した。
翌1969年からは先発投手として起用され、この年から1974年まで6年連続で2桁勝利を記録。特に1971年は31試合に登板して19勝9敗、防御率3.06の成績を残し、同年のオールスターゲームにも選出された。
また、1970年7月12日の対サンディエゴ・パドレス戦・ダブルヘッダー第1試合（サンディエゴ・スタジアム）ではノーヒットノーランを達成し（この試合に関するエピソードは後述）、開幕投手も3度（1971年・1972年・1975年）務めるなど、同じく右のエースであったスティーブ・ブラスと並んでパイレーツを代表する先発投手であった。
しかし、パイレーツ在籍中も度々問題行為を起こしており、最末期の1975年には自身の起用法を不服として拒否したことを発端にクラブハウスで同僚選手やコーチと乱闘事件を起こして罰金と出場停止の処分を受けていたほか、1973年頃には反則投球にあたるスピットボールを投げていたことを後に認めている。

### ヤンキース時代
1975年12月11日、ドク・メディッチとのトレードでウィリー・ランドルフとケン・ブレット（ジョージ・ブレットの実兄）と共にニューヨーク・ヤンキースへ移籍。薬物中毒に伴うエリスの振る舞いは悪化しており、実質的に放出された形となった。
1976年は32試合に登板して17勝8敗、防御率3.19の成績を残し、ヤンキースの同年のアメリカンリーグ制覇に貢献した。勝率.680はリーグ3位の記録であり、同年のスポーティング・ニュース社が選出するカムバック賞にも選出された。

### アスレチックス～レンジャーズ時代
1976年のシーズン終了後、エリスは「昇給が不十分であり、監督のビリー・マーチンにも干渉している」とオーナーのジョージ・スタインブレナーを公に批判し、翌シーズンの契約を結ぶことを拒否。これに頭を抱えたヤンキースは翌1977年4月27日、エリスを他の2選手と共にマイク・トーレスとのトレードでオークランド・アスレチックスにトレードして放出した。
アスレチックスでも引き続き先発として起用されたが、ここでは不振に陥り、さらにチームが彼にアドバイスとして投球チャートをつけるよう助言したところ、これに反抗したエリスはクラブハウスでチャートを燃やしスプリンクラーを作動させる騒ぎを起こす。結果、エリスは1ヶ月少々でアスレチックスからも放出され、テキサス・レンジャーズへと移籍した。
最終的に1977年シーズンはレンジャーズでプレーし、移籍後は23試合に登板して10勝6敗、防御率2.90の成績を残した。
1978年は22試合に登板して9勝7敗、防御率4.20の成績を残したが、この年もチームの移動中のアルコール摂取の方針を巡って監督のビリー・ハンターといざこざを起こす。しかし、この時はチームのオーナーがエリスに味方し、逆にこの年のシーズン終了後にハンターが解任される結果になった。
1979年も先発投手として起用されたが、10試合に登板して1勝5敗、防御率5.98の成績だった。

### メッツ～パイレーツ時代 (2度目)
同年6月15日、マイナー2選手とのトレードでニューヨーク・メッツに移籍。当時のメッツは投手陣に故障者が続出し、エリスに白羽の矢が立ったが、メッツでも防御率6点台と不振に陥った。
その後、エリスは自身を古巣のパイレーツに戻すよう球団に要求し、シーズン終了間際の9月21日にパイレーツに復帰。復帰後は3試合に登板して防御率2.57の成績を残し、同年シーズン終了後に引退した。

### 引退後
引退後は長年患っていた薬物中毒の治療を行った後、カリフォルニア州で主に薬物依存者に対するカウンセラーとして働いていた。また、1986年に製作されたロン・ハワード監督の映画ガン・ホーにも出演している。
晩年は肝硬変を患っており、2008年12月19日に死去。63歳没。

## プレースタイル・人物
ストレート・カーブ・チェンジアップ・パームボールのほか、「スライディング・ファストボール」と自称する独自の変化球を投じていた。また、捕手のサインに滅多に首を横に振らず、捕手のサイン通りに投球する投手でもあった。
ジャッキー・ロビンソンらと同様、エリスもまた黒人選手のMLBにおける権利を主張していた。しかし、エリスはあまりにも喋り過ぎであるとロビンソンからまた警告もされていた。
プロ入り前から鎌状赤血球症を患っていた。現役中の1971年には、その経験をアメリカ合衆国議会上院の公衆衛生部門の小委員会で証言している。

## 薬物にまつわるエピソード

### 1970年のノーヒットノーラン
前述の通り1970年7月12日の対サンディエゴ・パドレス戦でノーヒットノーランを達成しているが、この試合に登板していたエリスはアンフェタミンに加えてLSDを服用していた状態で登板していたにもかかわらずノーヒットノーランを達成したと伝えられている。チームはこの試合の前日11日にサンディエゴに移動した後、エリスはそこでロサンゼルスの知人宅を訪れ、翌12日の昼間にLSDを服用した。この時点でエリスは自身の登板予定日を翌日の13日と勘違いしており、服用後、エリスの友人のガールフレンドによって本来の登板日は当日であることがエリスに伝えられ、エリスは急ぎサンディエゴに向かい、LSDによる酩酊状態のまま試合に臨んだとされている。
エリス本人も引退後の1984年になってこのことを認めており、ボールの感覚や相手の打者はおろか、当日のスタメン捕手ジェリー・メイすら正常に認識できておらず、エリスがサインを認識できるよう捕手のメイは指に反射テープをつけた状態で試合に臨んでいたと証言している。また、この試合について断片的な記憶しか残っておらず、エリス自身もその後「自分のキャリアでの最大の思い出を奪った」としてLSD使用を後悔し、以後アンフェタミンこそ使い続けたもののLSDを使用することはなかったと述べている。

### 1974年5月1日・対レッズ戦
同日の試合はパイレーツの本拠地スリー・リバース・スタジアムで行われた対シンシナティ・レッズ戦であったが、この試合に先発したエリスは異常な投球を見せる。初回、1番ピート・ローズ、2番ジョー・モーガン、3番ダン・ドリーセンに対して3連続で故意死球を与えた後、4番トニー・ペレスに対して四球を与え押し出しで先制点を献上。さらに続く5番ジョニー・ベンチに対して2球続けて頭部付近への投球を投じた後、監督のダニー・マートーによって強制的に降板させられた。
この異常な危険投球の後、エリスは「ビッグレッドマシンはパイレーツを呪った」と口走っていたと伝えられている。なぜエリスがこのような蛮行を行ったのかは今でも判明していないが、エリスを取材してきたジャーナリストは後に「当時エリスが薬物の影響下にあったことは間違いないと思われる」と述べている。

## 詳細情報

### 年度別投手成績
| 年 度     | 球 団     | 登 板 | 先 発 | 完 投 | 完 封 | 無 四 球 | 勝 利 | 敗 戦 | セ 丨 ブ | ホ 丨 ル ド | 勝 率 | 打 者 | 投 球 回 | 被 安 打 | 被 本 塁 打 | 与 四 球 | 敬 遠 | 与 死 球 | 奪 三 振 | 暴 投 | ボ 丨 ク | 失 点 | 自 責 点 | 防 御 率 | W H I P |
| --------- | --------- | ----- | ----- | ----- | ----- | -------- | ----- | ----- | -------- | ----------- | ----- | ----- | -------- | -------- | ----------- | -------- | ----- | -------- | -------- | ----- | -------- | ----- | -------- | -------- | ------- |
| 1968      | PIT       | 26    | 10    | 2     | 0     | --       | 6     | 5     | 0        | --          | .545  | 426   | 104.1    | 82       | 4           | 38       | 4     | 1        | 52       | 6     | 1        | 35    | 29       | 2.50     | 1.15    |
| 1969      | PIT       | 35    | 33    | 8     | 2     | --       | 11    | 17    | 0        | --          | .393  | 917   | 218.2    | 206      | 14          | 76       | 7     | 4        | 173      | 4     | 2        | 101   | 87       | 3.58     | 1.29    |
| 1970      | PIT       | 30    | 30    | 9     | 4     | --       | 13    | 10    | 0        | --          | .565  | 863   | 201.2    | 194      | 9           | 87       | 11    | 10       | 128      | 3     | 0        | 81    | 72       | 3.21     | 1.39    |
| 1971      | PIT       | 31    | 31    | 11    | 2     | --       | 19    | 9     | 0        | --          | .679  | 943   | 226.2    | 207      | 15          | 63       | 5     | 2        | 137      | 4     | 0        | 93    | 77       | 3.06     | 1.19    |
| 1972      | PIT       | 25    | 25    | 4     | 1     | --       | 15    | 7     | 0        | --          | .682  | 663   | 163.1    | 156      | 6           | 33       | 4     | 3        | 96       | 2     | 0        | 60    | 49       | 2.70     | 1.16    |
| 1973      | PIT       | 28    | 28    | 3     | 1     | --       | 12    | 14    | 0        | --          | .462  | 803   | 192.0    | 176      | 7           | 55       | 7     | 6        | 122      | 3     | 1        | 86    | 65       | 3.05     | 1.20    |
| 1974      | PIT       | 26    | 26    | 9     | 0     | --       | 12    | 9     | 0        | --          | .571  | 731   | 176.2    | 163      | 13          | 41       | 5     | 7        | 91       | 5     | 1        | 71    | 62       | 3.16     | 1.16    |
| 1975      | PIT       | 27    | 24    | 5     | 2     | --       | 8     | 9     | 0        | --          | .471  | 621   | 140.0    | 163      | 9           | 43       | 9     | 3        | 69       | 0     | 2        | 69    | 59       | 3.79     | 1.47    |
| 1976      | NYY       | 32    | 32    | 8     | 1     | --       | 17    | 8     | 0        | --          | .680  | 886   | 211.2    | 195      | 14          | 76       | 1     | 4        | 65       | 4     | 1        | 83    | 75       | 3.19     | 1.28    |
| 1977      | NYY       | 3     | 3     | 1     | 0     | --       | 1     | 1     | 0        | --          | .500  | 85    | 19.2     | 18       | 1           | 8        | 0     | 0        | 5        | 1     | 1        | 9     | 4        | 1.83     | 1.32    |
| 1977      | OAK       | 7     | 7     | 0     | 0     | --       | 1     | 5     | 0        | --          | .167  | 128   | 26.0     | 35       | 5           | 14       | 0     | 1        | 11       | 1     | 0        | 33    | 28       | 9.69     | 1.89    |
| 1977      | TEX       | 23    | 22    | 7     | 1     | --       | 10    | 6     | 1        | --          | .625  | 685   | 167.1    | 158      | 13          | 42       | 1     | 0        | 90       | 4     | 0        | 60    | 54       | 2.90     | 1.20    |
| '77計     | TEX       | 33    | 32    | 8     | 1     | --       | 12    | 12    | 1        | --          | .500  | 898   | 213.0    | 211      | 19          | 64       | 1     | 1        | 106      | 6     | 1        | 102   | 86       | 3.63     | 1.29    |
| 1978      | TEX       | 22    | 22    | 3     | 0     | --       | 9     | 7     | 0        | --          | .563  | 592   | 141.1    | 131      | 15          | 46       | 0     | 2        | 45       | 3     | 0        | 81    | 66       | 4.20     | 1.25    |
| 1979      | TEX       | 10    | 9     | 0     | 0     | --       | 1     | 5     | 0        | --          | .167  | 215   | 46.2     | 64       | 5           | 16       | 2     | 0        | 10       | 2     | 0        | 34    | 31       | 5.98     | 1.71    |
| 1979      | NYM       | 17    | 14    | 1     | 0     | --       | 3     | 7     | 0        | --          | .300  | 391   | 85.0     | 110      | 9           | 34       | 10    | 1        | 41       | 2     | 0        | 60    | 57       | 6.04     | 1.69    |
| 1979      | PIT       | 3     | 1     | 0     | 0     | --       | 0     | 0     | 0        | --          | ----  | 29    | 7.0      | 9        | 1           | 2        | 0     | 0        | 1        | 1     | 0        | 2     | 2        | 2.57     | 1.57    |
| '79計     | '79計     | 30    | 24    | 1     | 0     | --       | 4     | 12    | 0        | --          | .250  | 635   | 138.2    | 183      | 52          | 9        | 12    | 1        | 42       | 5     | 0        | 96    | 90       | 5.84     | 1.70    |
| MLB：12年 | MLB：12年 | 345   | 317   | 71    | 14    | --       | 138   | 119   | 1        | --          | .537  | 8978  | 2128.0   | 2067     | 140         | 674      | 66    | 44       | 1136     | 45    | 9        | 958   | 817      | 3.46     | 1.29    |

### 記録
- 開幕投手 : 3回（1971年 - 1972年、1975年）
- MLBオールスターゲーム選出 : 1回（1971年）
- カムバック賞 : 1回（1976年）

### 背番号
- 37 （1968年）
- 40 （1969年）
- 17 （1970年 - 1975年・1977年途中 - 1979年途中）
- 36 （1976年 - 1977年途中）
- 30 （1979年途中）
- 35 （1979年途中）
- 12 （1979年途中 - 終了）